# Spilornis klossi
L'aquila serpentaria delle Nicobare (Spilornis klossi Richmond, 1902) è un uccello rapace della famiglia Accipitridae, endemico dell'omonimo arcipelago.

## Descrizione
È un rapace di taglia medio-piccola, lungo 38-42 cm e con un'apertura alare di 85-95 cm.

## Distribuzione e habitat
L'areale di questa specie è ristretto al gruppo meridionale delle isole Nicobare: Gran Nicobar, Piccola Nicobar, Menchal, Pulomilo e Treis.

## Conservazione
La IUCN Red List classifica Spilornis klossi come specie prossima alla minaccia di estinzione (Near Threatened).